# Lasiurus cinereus
Lasiurus cinereus é uma espécie de morcego da família Vespertilionidae. Pode ser encontrada na América do Norte e do Sul, incluindo as ilhas Galápagos e o Havaí.